# Rondaniella dimidiata
Rondaniella dimidiata är en tvåvingeart som först beskrevs av Johann Wilhelm Meigen 1804.  Rondaniella dimidiata ingår i släktet Rondaniella och familjen svampmyggor. Arten är reproducerande i Sverige. Inga underarter finns listade i Catalogue of Life.